# Zamieszki w Tybecie w 2008 roku

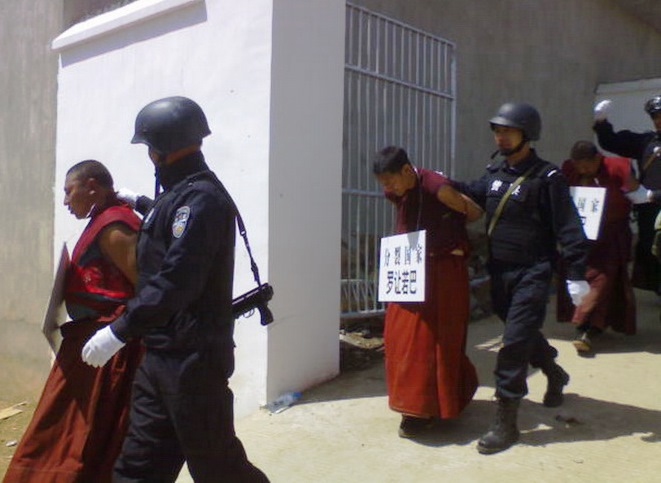
Aresztowani tybetańscy mnisi

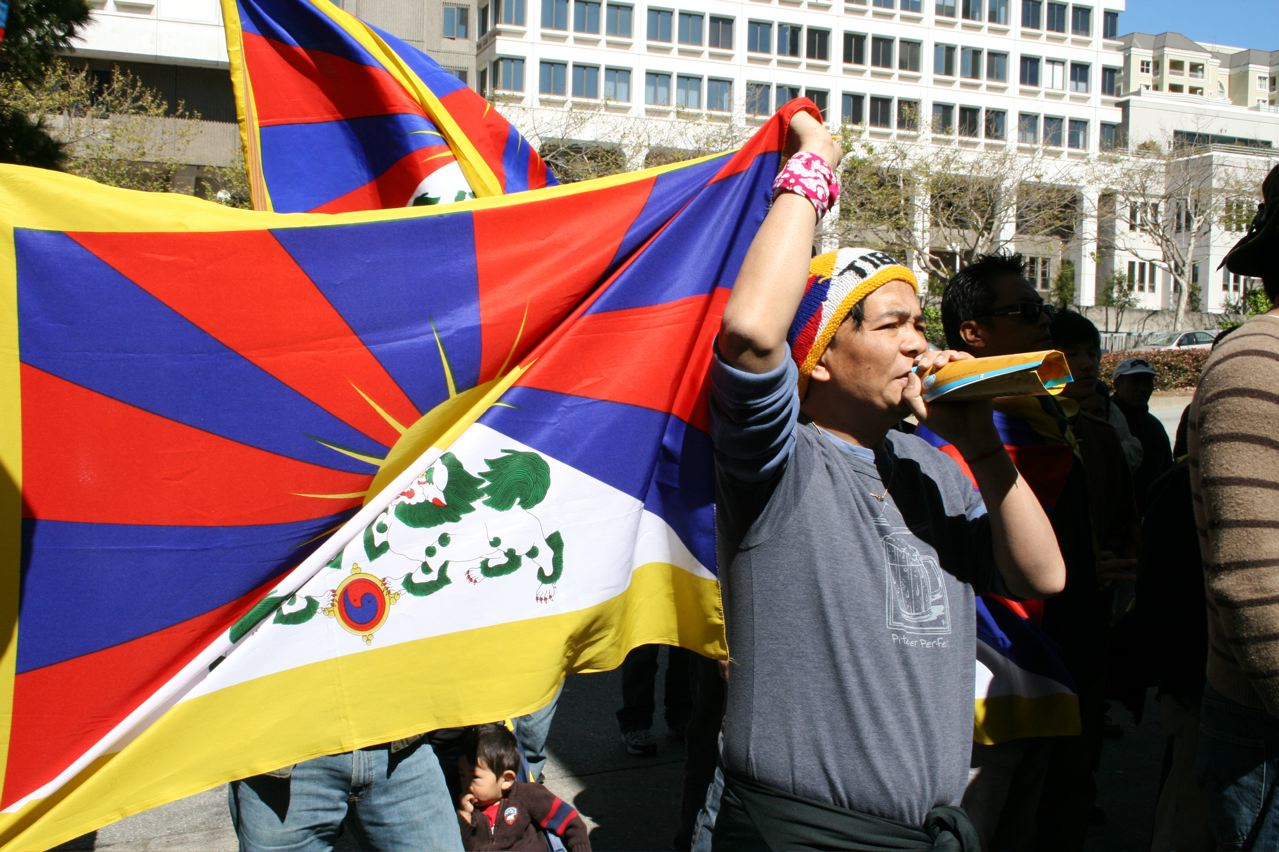
Protesty przed konsulatem Chińskiej Republiki Ludowej w San Francisco

Zamieszki w Tybecie w 2008 roku – seria wystąpień mieszkańców Tybetu przeciw władzy chińskiej zapoczątkowana demonstracjami w dniu 10 marca z okazji 49. rocznicy stłumienia antychińskiego powstania. 14 marca liczba demonstrantów wyniosła ok. 10-20 tysięcy osób. Były to największe protesty od 1989 roku. Według informacji władz chińskich zamieszki pociągnęły za sobą 18 ofiar, jednak Tybetański rząd na uchodźstwie szacuje ich liczbę w setkach. Po zamieszkach władze aresztowały przynajmniej 24 osoby, a lokalny sekretarz KPCh Zhang Qingli zapowiedział kontynuację walki z separatyzmem. Na okres dwóch miesięcy zamknięta została świątynia Dżokhang. Swoją gotowość do dialogu podtrzymał Dalajlama. 21 marca media doniosły o koncentracji chińskich wojsk i oddziałów paramilitarnych na obrzeżach Tybetu. Wszystkie te wydarzenia wpłynęły na okoliczności rozpoczętej w końcu marca sztafety olimpijskiej.

## Przebieg wydarzeń

### Zamieszki w Lhasie

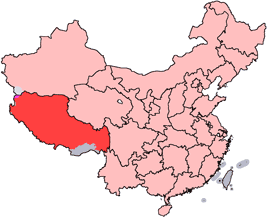
Tybetański Region Autonomiczny

Tybetańczycy w Lhasie wraz z częścią mnichów niszczyli chińskie restauracje, banki, sklepy i samochody. Zaatakowali także budynki rządowe. Władze zamknęły region dla turystów oraz wprowadziły zakaz opuszczania domów nocą. Okoliczne klasztory zostały otoczone przez policję. W wyniku interwencji służb bezpieczeństwa i wojska część demonstrantów poniosła śmierć. Chińskie władze poinformowały o 10 ofiarach, odpowiedzialnością obarczając zwolenników Dalajlamy. Rzecznik Tybetańskiego rządu na uchodźstwie, Thubten Samphel podał informację o 80 zabitych i 72 rannych demonstrantach. Obecnie Lhasa znajduje się pod ścisłą kontrolą patroli wojska i uzbrojonej policji.

### Zamieszki w Xiahe

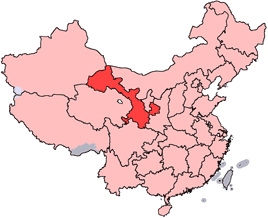
Prowincja Gansu

Do zamieszek doszło również w innej prowincji Chin – Gansu. 14 marca w powiecie Xiahe swoje poparcie dla wystąpień w Lhasie demonstrowało około dwustu osób. 15 marca dołączyli do nich mnisi z klasztoru Labrang. Atak protestujących na budynki rządowe spotkał się z reakcją sił bezpieczeństwa, które w tłumieniu rozruchów posłużyły się gazem łzawiącym.
W pierwszych dniach kwietnia władze chińskie zorganizowały w Xiahe wizytę zagranicznych dziennikarzy chcąc pokazać, że w pełni panują nad sytuacją. W trakcie wizyty w obecności dziennikarzy doszło do protestu kilkunastu mnichów z klasztoru Labrang.
Kilka dni później (14–15 kwietnia) doszło do ataku policji na klasztor, przeszukań i licznych aresztowań.

### Zamieszki w Syczuanie

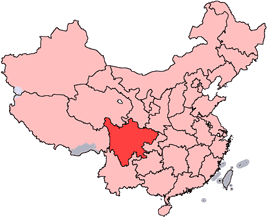
Syczuan

15 i 16 marca antyrządowa demonstracja odbyła się w kolejnej prowincji – Syczuan. Według Tybetańskiego Centrum na Rzecz Praw Człowieka i Demokracji (TCHRD) w powiecie Aba protestowało kilka tysięcy osób. Wystąpienia rozpoczęli mnisi z klasztoru Kirti, którzy wywiesili zakazane flagi tybetańskie, zażądali powrotu Dalajlamy oraz wznosili hasła niepodległościowe. Po dołączeniu do nich części okolicznych mieszkańców wyruszyli w kierunku siedziby władz prefektury autonomicznej Ngawa. Ostrzeliwujące demonstrantów służby bezpieczeństwa śmiertelnie postrzeliły ośmiu z nich.

### Zamieszki w Qinghai

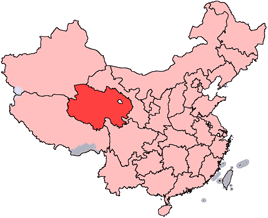
Qinghai

16 marca Tybetańskie Centrum na Rzecz Praw Człowieka i Demokracji otrzymało informacje o wystąpieniach w powiecie Tongren w prowincji Qinghai. Protest rozpoczęli mnisi z klasztoru Rong Gonchen, którzy w liczbie ok. 300 zgromadzili się na wzgórzu i modlili się za Dalajlamę, po czym ruszyli w stronę siedziby władz powiecie Tongren. Dalsze wydarzenia miały przebieg analogiczny do zajść z innych prowincji – do manifestacji dołączali się kolejni ludzie, a do akcji wkroczyły chińskie siły bezpieczeństwa. Zawracający mnisi zastali klasztor otoczony przez uzbrojone oddziały.

### Zamieszki w Maqu
18 marca rzecznik emigracyjnej administracji tybetańskiej – Thubten Samphel – poinformował o kolejnej manifestacji w prowincji Gansu. Do protestów doszło w powiecie Maqu, co spowodowało interwencję policji. Według źródeł tybetańskich śmierć poniosło 19 osób.

## Skutki zamieszek
21 marca chińska agencja prasowa Xinhua poinformowała o 19 zabitych w Lhasie i 620 rannych. Przedstawiciele emigracyjnego rządu tybetańskiego ustalili liczbę ofiar śmiertelnych na 130. Aresztowano 183 uczestników zajść. Z regionu usunięto zagranicznych dziennikarzy i zamknięto go dla turystów. Ich pierwsze grupy wpuszczono do Tybetu dopiero pod koniec czerwca. Według relacji przedstawicieli emigracyjnego rządu tybetańskiego przez chińskie więzienia przeszło kilka tysięcy osób, z których wiele zmarło na skutek tortur oraz uniemożliwienia udzielania pomocy po wyjściu na wolność. W listopadzie 2008 rząd tybetański poinformował, że łącznie zatrzymanych zostało 1317 osób, spośród których 1115 zostało już wypuszczonych na wolność. Liczba skazanych na kary pozbawienia wolności od trzech lat do dożywocia wyniosła 55 osób.

## Komentarze i reakcje
- Chiny: Rzecznik chińskiego MSZ określił zajścia ukartowanym spiskiem politycznym kliki Dalajlamy[26].
  - Qiangba Puncog – gubernator Tybetańskiego Regionu Autonomicznego określił wydarzenia jako gwałtowny incydent o charakterze kryminalnym, w tym walki, rozboje, grabieże i podpalenia. Zorganizowała to klika Dalajlamy, która z premedytacją doprowadziła do tego poprzez skrupulatnie przemyślany plan i zmowę z siłami separatystów w kraju i zagranicą. Dodał przy tym, że Chiny to państwo prawa. Żaden kraj nie pozwoliłby na taką przemoc. Zapowiedział równocześnie, iż z tymi, którzy są nadal aktywni i popełnili poważne przestępstwa, z nimi rozprawimy się ostro. Jeśli natomiast mogą oni zapewnić nam dalsze informacje na temat uczestników [zamieszek], będą mogli liczyć na łagodniejsze traktowanie[27].
  - Władze ChRL wprowadziły zakaz podróżowania po Tybecie dla dziennikarzy z zagranicy. Na trudności z relacjonowaniem wydarzeń natknęli się także dziennikarze z Hongkongu[28]. Ponadto dla chińskich internautów zablokowany został portal YouTube, na który trafiały nagrania z zajść w Tybecie[29].
  - Chiński premier – Wen Jiabao – na konferencji zamykającej sesję Ogólnochińskiego Zgromadzenia Przedstawicieli Ludowych potwierdził oficjalną wersję o inspiracji zamieszek przez klikę Dalajlamy oraz oświadczył, że tezy o wyniszczaniu tybetańskiej kultury przez ChRL są kompletnym kłamstwem. Reakcję władz ocenił jako nadzwyczaj powściągliwą[30].
- Tybetańczycy: Dalajlama nazwał zamieszki przejawem głęboko zakorzenionego żalu narodu tybetańskiego[26]. 18 marca poinformował także o możliwości swojej dymisji w razie eskalacji przemocy[31]. Dzień później zaapelował do wspólnoty międzynarodowej o poparcie w dialogu z Chinami. Powtórzył również, że Chiny są winne czegoś w rodzaju ludobójstwa kulturowego oraz dodał, że W Tybecie nie ma wolności religijnej. Domaganie się choć trochę więcej wolności grozi oskarżeniem o separatyzm[32].
  - Tybetański rząd na uchodźstwie ocenił reakcję władz chińskich jako jawne naruszanie praw człowieka i zaapelował do ONZ o przeprowadzenie śledztwa[13].
  - Reprezentujący część środowisk tybetańskich emigrantów w Indiach Kongres Młodzieży Tybetańskiej uznał postawę osób skupionych wokół Dalajlamy za pacyfizm[33].
  - Tybetańskie władze emigracyjne oskarżyły Chiny o prowokowanie konfliktu i podsycanie zamieszek, apelując jednocześnie o pomoc społeczności międzynarodowej[34].
- Francja: Francuski minister spraw zagranicznych zasugerował możliwość zbojkotowania inauguracji Igrzysk przez przedstawicieli UE[35]. Do tej inicjatywy przychylnie odniósł się przewodniczący Parlamentu Europejskiego Hans-Gert Pöttering[36].
- Niemcy: 15 marca zaniepokojenie sytuacją w regionie wyraziła niemiecka kanclerz Angela Merkel apelując jednocześnie o nawiązanie bezpośredniego i pokojowego dialogu Pekinu z przywódcą Tybetańczyków[37]. 19 marca Heidemarie Wieczorek-Zeul, minister ds. współpracy gospodarczej i rozwoju, poinformowała o zawieszeniu przez Niemcy rozmów z ChRL na temat pożyczek, do czasu aż ustanie przemoc w Tybecie[38].
- Polska: Polscy parlamentarzyści z Zespołu Polsko-Tybetańskiego wystosowali do ambasadora Chin – Sun Rongmina – pismo, w którym wyrazili żądanie natychmiastowego uwolnienia mnichów przypominając jednocześnie, iż nie jest za późno na międzynarodowy bojkot Olimpiady w Pekinie[39]. Ponadto Sun Rongmin został wezwany do Ministerstwa Spraw Zagranicznych celem przedstawienia sytuacji w Tybecie oraz złożenia wyjaśnień na temat informacji o liczbie ofiar[40].
  - 17 marca grupa polskich parlamentarzystów zaangażowanych w działalność opozycyjną w okresie Polski Ludowej wystosowała apel wzywający do działań na rzecz uwolnienia więźniów politycznych w Chińskiej Republice Ludowej oraz poszanowania praw człowieka i swobód obywatelskich w tym kraju[41]. 18 marca premier Donald Tusk zasugerował możliwość bojkotu inauguracji Igrzysk przez przedstawicieli rządu[42]. 19 marca list z wyrazami poparcia dla Dalajlamy wystosował prezes Trybunału Konstytucyjnego – Jerzy Stępień[43]. Tego samego dnia oficjalne zaproszenie do odwiedzenia Polski wystosował do Dalajlamy Marszałek Senatu RP Bogdan Borusewicz[44][45].
  - 18 marca Prezydium Komisji Krajowej NSZZ „Solidarność” przekazało do ambasady ChRL oraz Międzynarodowej Organizacji Pracy pismo, w którym zaapelowało do chińskich władz o zaprzestanie prześladowania narodu tybetańskiego[46].
  - 21 marca swoje zaniepokojenie sytuacją w Tybecie wyraził prezydent RP – Lech Kaczyński. Wydał również oświadczenie, w którym podkreślił, że jedynie dialog i poszanowanie praw człowieka, w tym praw religijnych oraz dobra wola obu stron wyrzekających się przemocy i siły jest drogą, która może doprowadzić do trwałego, pokojowego rozwiązania konfliktu[47].
- Rosja: Ministerstwo Spraw Zagranicznych w specjalnym oświadczeniu wyraziło nadzieję, iż władze ChRL podejmą wszelkie konieczne kroki, by rozprawić się z bezprawnymi działaniami w Tybecie i zapewnić szybką normalizację sytuacji w tym autonomicznym regionie. Upolitycznianie sytuacji określono jako niedopuszczalne, a pomysły ewentualnego bojkotu Igrzysk uznano za nie do przyjęcia[48].
- Watykan: Początkowy brak komentarzy ze strony Stolicy Apostolskiej źródła watykańskie wyjaśniały brakiem dostępu do bezpośrednich informacji w regionie – w Chinach nie ma nuncjusza apostolskiego[49]. Obserwatorzy wskazywali też na obawy zaszkodzenia prześladowanej w ChRL społeczności katolickiej[35]. 19 marca podczas audiencji generalnej papież Benedykt XVI zaapelował o powstrzymanie się od stosowania przemocy w Tybecie oraz zachęcił do dialogu i tolerancji[50][51]. W odpowiedzi rzecznik chińskiego MSZ oświadczył, że nie będzie tolerancji dla kryminalistów, którzy muszą zostać ukarani zgodnie z prawem[52].
- Wielka Brytania: Odpowiedzialny za kwestie azjatyckie w brytyjskim MSZ Mark Malloch-Brown stwierdził, że Chiny powinny bardzo uważać, by nie zniszczyć swego wizerunku[33].
- USA i  Unia Europejska zaapelowały do ChRL o wstrzemięźliwość oraz umiar i niestosowanie siły[26].
- Komisja Europejska wyraziła swe zaniepokojenie przebiegiem wydarzeń, zastrzegając zarazem, że bojkot Igrzysk nie byłby „właściwym sposobem” reakcji. W podobnym tonie wypowiedzieli się unijni ministrowie sportu obradujący w Słowenii[53]. 25 marca w sprawie Tybetu i Igrzysk w Pekinie zabrał głos José Manuel Barroso stwierdzając, że igrzyska olimpijskie nie są wydarzeniem politycznym, ale wielkim świętem sportowym. Nie mamy zatem prawa bojkotować go. Jednocześnie zachęcił UE do sformułowania wspólnego stanowiska wobec łamania praw człowieka w ChRL: To ważne, aby Europa mówiła jednym głosem. To może pomóc w przekonywaniu Chin do poszanowania praw człowieka[54].
- 20 marca Departament Stanu USA poinformował o wezwaniu przedstawiciela ChRL przez Condoleezzę Rice do umiarkowania wobec protestujących Tybetańczyków. Jednocześnie rzeczniczka Białego Domu oświadczyła, że wydarzenia w Tybecie nie są dla George’a W. Busha powodem do rezygnacji z wyjazdu na Igrzyska[55]. Z kolei Nancy Pelosi, Spiker Izby Reprezentantów Stanów Zjednoczonych, jednoznacznie wezwała do potępienia działań władz ChRL w stosunku do Tybetańczyków[56].
- Prezydent MKOl – Jacques Rogge – w odpowiedzi na apele wystosowane w obliczu zajść w Tybecie w swoim komentarzu stwierdził: Wierzymy, że bojkot nie rozwiązuje niczego. Przeciwnie – karze on niewinnych sportowców i przeciwdziała czemuś, co z pewnością warto organizować[57]. Wyraził również swoje zadowolenie ze stanowiska Unii Europejskiej[58]. 20 marca przypomniał także o grożącej sportowcom dyskwalifikacji za manifesty polityczne w czasie Igrzysk[59]. Wypowiedź Prezesa PKOl została skrytykowana przez Rzecznika Praw Obywatelskich – Janusza Kochanowskiego[60].
- 18 marca przed siedzibą MKOl w Lozannie odbyła się manifestacja aktywistów tybetańskich, którzy zażądali sporządzenia protokołu rozbieżności między obietnicami Chin w sprawie przestrzegania praw człowieka a przemocą stosowaną w Tybecie w ciągu ubiegłych pięciu dni. Zaapelowali też o zmianę trasy sztafety olimpijskiej, tak by nie biegła ona przez terytorium Tybetu[61]. 19 marca wiceprzewodniczący komitetu organizacyjnego Igrzysk w Pekinie oświadczył, że trasa nie będzie zmieniana[62].
- W wielu miastach świata (m.in. w Warszawie[63] i Wiedniu[64]) odbyły się demonstracje solidarności z Tybetańczykami. Manifestacja w Katmandu została rozproszona przez policję[65].